# Slowaaks voetbalelftal in 2014
Het Slowaaks voetbalelftal speelde in totaal negen officiële interlands in het jaar 2014, waaronder vier duels in de kwalificatiereeks voor het EK voetbal 2016 in Frankrijk. De selectie stond onder leiding van Ján Kozák, de opvolger van de weggestuurde Michal Hipp en Stanislav Griga. Op de in 1993 geïntroduceerde FIFA-wereldranglijst steeg Slowakije in 2014 van de 60ste (januari 2014) naar de 21ste plaats (december 2014).

## Balans
| Wedstrijden | Wedstrijden | Wedstrijden | Wedstrijden | Doelpunten | Doelpunten | Doelpunten | Punten |
| Gespeeld    | Winst       | Gelijk      | Verlies     | Voor       | Tegen      | Saldo      | Punten |
| ----------- | ----------- | ----------- | ----------- | ---------- | ---------- | ---------- | ------ |
| 9           | 8           | 0           | 1           | 16         | 5          | +11        | 1.778  |

## Interlands
|                                                              |                  |       |                                                  |                                                                                      |
| 5 maart Vriendschappelijk № 234 «onderlinge duels» 20:00 uur | Israël           | 1 – 3 | Slowakije                                        | Netanya Stadion, Netanya Toeschouwers: 6.500 Scheidsrechter: Christian Dingert (GER) |
| 5 maart Vriendschappelijk № 234 «onderlinge duels» 20:00 uur | Maor Buzaglo 80' |       | 37' Martin Jakubko 69' Ján Ďurica 83' Róbert Mak | Netanya Stadion, Netanya Toeschouwers: 6.500 Scheidsrechter: Christian Dingert (GER) |

|                                                   |                                         |       |            |                                                                                        |
| 23 mei Vriendschappelijk № 235 «onderlinge duels» | Slowakije                               | 2 – 0 | Montenegro | Koba Senec Stadion, Senec Toeschouwers: 2.587 Scheidsrechter: Bartosz Frankowski (POL) |
| 23 mei Vriendschappelijk № 235 «onderlinge duels» | Vladimír Weiss 45+1' Erik Jendrišek 85' |       |            | Koba Senec Stadion, Senec Toeschouwers: 2.587 Scheidsrechter: Bartosz Frankowski (POL) |

|                                                   |                         |       |           |                                                                                        |
| 26 mei Vriendschappelijk № 236 «onderlinge duels» | Rusland                 | 1 – 0 | Slowakije | Petrovski, Sint-Petersburg Toeschouwers: 12.000 Scheidsrechter: Mark Clattenburg (ENG) |
| 26 mei Vriendschappelijk № 236 «onderlinge duels» | Aleksandr Kerzjakov 82' |       |           | Petrovski, Sint-Petersburg Toeschouwers: 12.000 Scheidsrechter: Mark Clattenburg (ENG) |

|                                                                  |                |       |       |                                                                                       |
| 4 september Vriendschappelijk № 237 «onderlinge duels» 20:00 uur | Slowakije      | 1 – 0 | Malta | Štadión Pod Dubňom, Žilina Toeschouwers: 3.509 Scheidsrechter: Miroslav Zelinka (CZE) |
| 4 september Vriendschappelijk № 237 «onderlinge duels» 20:00 uur | Adam Nemec 43' |       |       | Štadión Pod Dubňom, Žilina Toeschouwers: 3.509 Scheidsrechter: Miroslav Zelinka (CZE) |

|                                                                        |          |                |           |                                                                                |
| 8 september EK-kwalificatie Groep C № 238 «onderlinge duels» 20:45 uur | Oekraïne | 0 – 1          | Slowakije | NSK Olimpiejsky, Kiev Toeschouwers: 45.000 Scheidsrechter: Craig Thomson (SCO) |
| 8 september EK-kwalificatie Groep C № 238 «onderlinge duels» 20:45 uur |          | 17' Róbert Mak |           | NSK Olimpiejsky, Kiev Toeschouwers: 45.000 Scheidsrechter: Craig Thomson (SCO) |

|                                                                      |                                    |       |                  |                                                                                    |
| 9 oktober EK-kwalificatie Groep C № 239 «onderlinge duels» 20:45 uur | Slowakije                          | 2 – 1 | Spanje           | Štadión Pod Dubňom, Žilina Toeschouwers: 9.478 Scheidsrechter: Björn Kuipers (NED) |
| 9 oktober EK-kwalificatie Groep C № 239 «onderlinge duels» 20:45 uur | Juraj Kucka 17' Miroslav Stoch 87' |       | 82' Paco Alcácer | Štadión Pod Dubňom, Žilina Toeschouwers: 9.478 Scheidsrechter: Björn Kuipers (NED) |

|                                                                       |                       |       |                                                          |                                                                                 |
| 12 oktober EK-kwalificatie Groep C № 240 «onderlinge duels» 18:00 uur | Wit-Rusland           | 1 – 3 | Slowakije                                                | Barysaw Arena, Barysaw Toeschouwers: 3.200 Scheidsrechter: Serge Gumienny (BEL) |
| 12 oktober EK-kwalificatie Groep C № 240 «onderlinge duels» 18:00 uur | Tsimafey Kalachow 79' |       | 65' Marek Hamšík 83' Marek Hamšík 90+2' Stanislav Šesták | Barysaw Arena, Barysaw Toeschouwers: 3.200 Scheidsrechter: Serge Gumienny (BEL) |

|                                                                        |           |                                |           |                                                                                 |
| 15 november EK-kwalificatie Groep C № 241 «onderlinge duels» 20:45 uur | Macedonië | 0 – 2                          | Slowakije | Philip II Arena, Skopje Toeschouwers: 9.000 Scheidsrechter: Pedro Proença (POR) |
| 15 november EK-kwalificatie Groep C № 241 «onderlinge duels» 20:45 uur |           | 25' Juraj Kucka 38' Adam Nemec |           | Philip II Arena, Skopje Toeschouwers: 9.000 Scheidsrechter: Pedro Proença (POR) |

|                                                                  |                                  |       |                            |                                                                                     |
| 18 november Vriendschappelijk № 242 «onderlinge duels» 17:00 uur | Slowakije                        | 2 – 1 | Finland                    | Štadión Pod Dubňom, Žilina Toeschouwers: 3.998 Scheidsrechter: Markus Hameter (AUT) |
| 18 november Vriendschappelijk № 242 «onderlinge duels» 17:00 uur | Filip Hološko 1' Marek Hamšík 7' |       | 45+2' (e.d.) Tomáš Hubočan | Štadión Pod Dubňom, Žilina Toeschouwers: 3.998 Scheidsrechter: Markus Hameter (AUT) |

## FIFA-wereldranglijst
| JAN | FEB | MAR | APR | MEI | JUN | JUL | AUG | SEP | OKT | NOV | DEC |
| --- | --- | --- | --- | --- | --- | --- | --- | --- | --- | --- | --- |
| 60  | 54  | 50  | 46  | 46  | 49  | 46  | 45  | 40  | 24  | 21  | 21  |

## Statistieken
| Matúš Kozáčik    | 1983-12-27 | Viktoria Plzeň       | 5 | 0 | 0 | 8  | 0  |
| Ján Mucha        | 1982-12-05 | FK Arsenal Toela     | 3 | 0 | 0 | 42 | 0  |
| Martin Dúbravka  | 1989-01-15 | Esbjerg fB           | 1 | 0 | 0 | 1  | 0  |
| Ján Novota       | 1983-11-29 | Rapid Wien           | 0 | 1 | 0 | 1  | 0  |
| Verdediging      |            |                      |   |   |   |    |    |
| Ján Ďurica       | 1981-11-10 | Lokomotiv Moskou     | 9 | 0 | 1 | 72 | 4  |
| Peter Pekarík    | 1986-10-30 | Hertha BSC           | 8 | 0 | 0 | 58 | 1  |
| Norbert Gyömbér  | 1992-07-03 | Calcio Catania       | 7 | 0 | 0 | 7  | 0  |
| Tomáš Hubočan    | 1985-09-17 | Dinamo Moskou        | 7 | 0 | 0 | 35 | 0  |
| Martin Škrtel    | 1984-12-15 | Liverpool FC         | 5 | 0 | 0 | 70 | 5  |
| Erik Čikoš       | 1988-07-01 | Slovan Bratislava    | 1 | 1 | 0 | 2  | 0  |
| Pavol Farkaš     | 1985-03-27 | Qəbələ PFK           | 0 | 1 | 0 | 3  | 0  |
| Kornel Saláta    | 1985-01-24 | DAC Dunajská Streda  | 0 | 1 | 0 | 29 | 1  |
| Middenveld       |            |                      |   |   |   |    |    |
| Viktor Pečovský  | 1983-05-24 | MŠK Žilina           | 8 | 0 | 0 | 22 | 1  |
| Marek Hamšík     | 1987-07-27 | SSC Napoli           | 7 | 0 | 3 | 75 | 14 |
| Juraj Kucka      | 1987-02-26 | Genoa CFC            | 4 | 0 | 2 | 39 | 4  |
| Filip Kiss       | 1990-10-13 | Ross County          | 2 | 6 | 0 | 8  | 0  |
| Dušan Švento     | 1985-08-01 | 1. FC Köln           | 1 | 2 | 0 | 31 | 1  |
| Karim Guédé      | 1985-01-07 | SC Freiburg          | 1 | 1 | 0 | 14 | 0  |
| Patrik Hrošovský | 1992-04-22 | Viktoria Plzeň       | 1 | 0 | 0 | 1  | 0  |
| Samuel Štefánik  | 1991-11-16 | NEC Nijmegen         | 1 | 0 | 0 | 2  | 0  |
| Erik Sabo        | 1991-11-22 | Spartak Trnava       | 0 | 2 | 0 | 2  | 0  |
| Michal Breznaník | 1985-12-16 | Sparta Praag         | 0 | 1 | 0 | 10 | 0  |
| Ondrej Duda      | 1994-12-15 | Legia Warschau       | 0 | 1 | 0 | 1  | 0  |
| Aanval           |            |                      |   |   |   |    |    |
| Vladimír Weiss   | 1989-11-30 | Lekhwiya Sports Club | 8 | 1 | 1 | 41 | 3  |
| Adam Nemec       | 1985-09-02 | 1. FC Union Berlin   | 6 | 1 | 2 | 14 | 2  |
| Róbert Mak       | 1991-03-08 | PAOK Thessaloniki    | 5 | 3 | 2 | 15 | 3  |
| Miroslav Stoch   | 1989-10-19 | Al Ain FC            | 4 | 5 | 1 | 45 | 5  |
| Stanislav Šesták | 1982-12-16 | VfL Bochum           | 3 | 3 | 1 | 54 | 12 |
| Filip Hološko    | 1984-01-17 | Çaykur Rizespor      | 1 | 1 | 1 | 64 | 9  |
| Martin Jakubko   | 1980-02-26 | Amkar Perm           | 1 | 0 | 1 | 36 | 9  |
| Michal Ďuriš     | 1988-06-01 | FK Mladá Boleslav    | 0 | 5 | 0 | 16 | 0  |
| Jakub Sylvestr   | 1989-02-02 | 1. FC Nürnberg       | 0 | 3 | 0 | 6  | 0  |
| Erik Jendrišek   | 1986-10-26 | Cracovia Kraków      | 0 | 1 | 1 | 37 | 5  |